# Britèsta
Britèsta (en francès Briatexte) és un municipi francès situat al departament del Tarn i a la regió d'Occitània.

## Demografia
| 1962                                       | 1968  | 1975  | 1982  | 1990  | 1999  | 2007  |
| ------------------------------------------ | ----- | ----- | ----- | ----- | ----- | ----- |
| 1.340                                      | 1.546 | 1.791 | 1.865 | 1.800 | 1.662 | 1.770 |
| Des de 1962: població sense dobles comptes |       |       |       |       |       |       |

## Administració
| Període   | Identitat      | Partit |
| --------- | -------------- | ------ |
| 1946-1959 | René Montamat  | SFIO   |
| 1959-1965 | Olivier Guille |        |
| 1965-1995 | André Gau      |        |
| 1995-2008 | Yves Banquet   |        |
| 2008-     | Bernard Bacabe |        |